# Henrik Müller
 Der er flere personer med dette navn, se Henrik Müller (flertydig).
Henrik Müller (født 16. marts 1609 i Itzehoe, død 2. marts 1692 på Lejregård) var en dansk godsejer og rentemester.
Han var søn af Heinrich Müller, købmand i Itzehoe, og Cathrine Lorentzen. Hertugdømmernes statholder Gert Rantzau tog sig af ham og lod ham opdrage på Breitenburg sammen med sin søn Christian Rantzau; dernæst fulgte han 1627 denne til Sorø Akademi. Nogen tid efter fik han en ringere ansættelse i det tyske Kancelli og kom derefter 1630 i tjeneste hos statholderen i København, den senere rigshofmester Frands Rantzau. Umiddelbart efter hans død blev han af Christian 4. 17. november 1632 ansat som hans kammerskriver. I denne ansvarsfulde post, der gav ham bestyrelsen af de under kongens eget kammer hørende finanser, forblev han i henved 9 år; i Løbet af den tid ægtede han 8. maj 1636 Sophie Hansdatter (f. 26. juni 1616), en datter af rådmand Hans Jensen i Varberg og Drude Root; med hende havde han tidligere en søn. I maj 1641 udnævntes han derpå til tolder i København; men omtrent fra dette tidspunkt begyndte han tillige en overordentlig omfattende privat handelsforretning, der lagde grunden til hans store formue. Forretningen bestod væsentlig i leverancer af tømmer, materiale og proviant til Holmen, ligesom han leverede skibe under krigen med Sverige 1644-45; i tiden fra 1640-49 beløb hans fordringer på staten for disse leverancer sig til den vældige sum af over 690 000 rigsdaler. Men forretningen var utvivlsomt forbundet med store besvigelser, der dels beroede på, at han som tolder ofte undlod at lade sig selv betale toldafgift af de indførte varer, dels bestod i urimeligt højt opskruede priser og andre misligheder; senere opgjordes det, at han på denne måde havde unddraget Kronen et beløb på over 26 0000 rigsdaler. Når han kunne gennemføre denne trafik, lå det for en del i hans store merkantile dristighed, der ikke holdt ham tilbage for nogen risiko, men navnlig i hans nøje forbindelse, vistnok af en tvivlsom økonomisk art, med bestyreren af statens finanser, Corfitz Ulfeldt. Sine fordringer fik han vederlagt på mange måder, i kontanter, i varer, i anvisninger på Kronens indtægter og dernæst i afståelse af dens ejendomme. Ad den sidste vej kom han i besiddelse af store pladser i København, ved Møntergade, uden for Østerport, ved Vesterport, hvor han fik en vandmølle, men navnlig på Slotsholmen. På den vestlige del af denne, den såkaldte Skarnholm, fik han en grund 1646, i december 1647 fik han en langt større imellem Børsen, Knippelsbro og Stranden og tillige én ved Provianthuset. På grunden ved Børsen påtog han sig at opføre pakhuse, på den ved Provianthuset et boldhus og et værtshus, der, hvor nu Ministerialbygningen står. Det blev også prægtige bygninger, som han her rejste; han fik tilmed store privilegier for værtshuset, hvilket han dog 1652 overdrog til hofmarskallen Adam Heinrich Pentz, medens boldhuset overtoges af kongen 1658. Så længe Corfitz Ulfeldt var ved magten, var hans stilling urokket. Til festlighederne i anledning af Frederik III's hyldning og kroning 1648 var han den foretrukne leverandør og leverede kramvarer, vin mm. til beløb af omkring 230 000 rigsdaler. På flere måder udvidede han sin virksomhed, anlagde et saltværk på Slotsholmen, erhvervede 1649 Hjortholm Mølle (det nuværende Frederiksdal) for der at oprette en fabrik for messingtråd og jernværk og lagde grunden til sin stilling som godsejer ved 1651 at få udlagt Kronens gods Lønborggård i Jylland. Endelig blev han 21. marts 1651 udnævnt til generaltoldforvalter over Danmark med ret til at udnævne og afskedige de lavere toldembedsmænd.
Da syntes med Corfitz Ulfeldts fald i juli 1651 pludselig alt at ramle sammen for ham. Han blev en kort tid endog arresteret, kongen var opbragt på ham, den nedsatte undersøgelseskommission kom til klarhed over hans besvigelser. Men hurtig svømmede han dog atter oven på strømmen. Regeringen trængte til ham, til hans penge, til hans finansielle indsigt, til hans merkantile og industrielle dygtighed; han hørte i det hele til den kreds af købmænd, som den ikke kunde undvære, stod i forbindelse med Marselis-slægten og dens udenlandske kreditorer. Han fik stor indflydelse på affattelsen af den nye og velgennemtænkte Toldrulle af 1651, fik 1652 en særlig høj rang som generaltoldforvalter, og da han 1655 ønskede at fratræde denne stilling, blev han i stedet udnævnt til medlem af det nyoprettede admiralitetsråd, der havde styrelsen af søetaten under sig. Stadig vedblev han at være leverandør og var nu tillige långiver til Kronen. Særlig fik han lejlighed hertil under krigene med Sverige 1657-60. Sammen med Marselis-slægten og Poul Klingenberg påtog han sig i efteråret 1657 underholdet af 10000 mand i 6 måneder, og under Københavns belejring var han den, som regeringen atter og atter henvendte sig til i sin nød. Ved siden deraf var han matadoren i hele det private handels- og industriliv. Han fik 1652 og 1653 privilegier på at lade Grønland og de vestindiske øer besejle og udsendte skibe dertil, han var parthaver i et afrikansk handelskompagni, han overtog driften af norske bjergværker, således Kvikne, Østerdals og Løkkens Kobberværker. Sine døtre giftede han ind i det fornemste borgerlige aristokrati i København, i Bartholinernes og Finckernes Slægt, én af hans Sønner var gift med en datter af Selius Marselis.
Som admiralitetsråd var han ofte om bord på Flåden og var navnlig virksom for at skaffe det belejrede Nakskov undsætning. Under Københavns belejring overdroges der ham forskellige virksomheder med hensyn til mønstring og indkvartering, og han var medlem af flere kommissioner. En rent politisk rolle spillede han under krigen to gange: i februar 1658 sendtes han til fredsforhandlingen i Tåstrup for at påvirke sin gamle velynder Corfitz Ulfeldt -- med hvem han aldrig helt havde afbrudt sin forbindelse -- til en imødekommende holdning, og samme år var han, hvad der tjener til hans ære, ivrig for at få regeringen til at give København privilegier, i klar erkendelse af disses betydning for borgernes beredvillighed til at gøre modstand mod belejrerne. Endelig begynder med statsforandringen 1660 et nyt afsnit af hans liv, i november samme år blev han udnævnt til rentemester, kammerråd og assessor i Skatkammerkollegiet.
Men under alt dette havde han ikke i sit forhold til Staten forsømt sine personlige interesser. Stadig var der blevet givet ham anvisning på Kronens indtægter, især toldafgifter, for at dække hans fordringer. Fra 1658 begynde han at blive én af dens store panthavere i gods. I maj dette år fik han på denne måde Sæbygård med krongodset i Løve Herred, i juli 1660 fik han pant i Dragsholm, Skanderborg og Stjernholm Len. 1662 forenedes med pantsætningen stillingen som kongelig amtmand over Sæbygård Amt, tillige blev han s. å. amtmand over Kalundborg Amt og fik det i forpagtning, 1664 desuden amtmand over Dragsholm Amt. Men han, der som rentemester var ivrig talsmand for forandringen af Kronens pantegods til udlæg som ejendom, virkeliggjorde nu i løbet af 1663 og 1664 denne plan for sit eget vedkommende. Han fik således udlagt en del af Roskilde Len og Ringsted Amt, hele Dragsholm og Sæbygård Amter, i alt, sammen med den 1651 udlagte Lønborggård, 13-14000 tdr. hartkorn for mellem 460 000 og 500 000 rigsdaler; Kalundborg Amt opgav han derimod 1664, da det udlagdes til Gabriel Marselis. Hertil kom endnu 1668 de jyske herregårde Tyrrestrup og Søvind; andet gods købte han af adelige. Det udlagte gods benyttede han nu for en del til at oprette herregårde af nedlagte bøndergårde, således Lejregård (nu Ledreborg) i Voldborg Herred, Anneberggård i Ods Herred; imellem hans andre herregårde skal nævnes Kattrup (Raschenberg) og Gundetved (nu Selchausdal) i Løve Herred, Skjoldenæsholm i Ringsted Herred, Kornerupgård i Sømme Herred, Øllingsøgård på Lolland, Stensballegård i Jylland o. fl. Men de fleste af herregårdene overdrog han til sine børn, og amtmandsposterne over Sæbygård og Dragsholm Amter fratrådte han 1671. Imidlertid var hans forretningsiver og ærgærrighed langtfra udtømte. I 1662 havde han skaffet sig privilegier både på et sukkerraffinaderi i København og på handel på den ene fjerdedel af Island for sig og parthavere. Endelig benyttede han Griffenfeld, som han havde benyttet Ulfeldt. Han fik i rigskanslerens velmagtsdage 1673 skøde på Kongsberg Sølvværk, på jordegods i Trøndelagen og birkeret til 5 birker på Sjælland og i Jylland og 1. maj 1674 adelsbrev og adelige rettigheder for sig, sine børn og sine 3 svigerdøtre; 7. maj fik han endvidere ret til at sætte et adeligt skjold og våben over sin 3. marts 1669 afdøde hustru Sophie "med Tilnavn Rosenstjerne", hvor det behøves kunne. Kort i forvejen havde han udstedt en obligation til Griffenfeld på 4000 rigsdaler.
Men herved var også hans lykkes roppunkt nået. 1679 tog han afsked fra sine embeder; han blev etatsråd, men hans materielle stilling var undergravet. Han var en forening af et handelsgeni og en Svindler, og de fleste af hans Handels- og Industriforetagender havde alt andet end betalt sig. I Kvikne Kobberværk styrtede 1677 den bedste grube sammen, og han måtte sælge det 1683. Samme år måtte han tilbagegive det stærkt forgældede Kongsberg til Kongen. Men hertil kom, at hans godser langtfra betalte sig; under den Skånske Krig tyngede skatterne voldsomt på ham, og han kom i stor restance til Kronen. Under alt dette indhentede Nemesis for hans besvigelser ham. Den store revisionskommission under Christian V tog hans gamle og nyere regnskaber for sig, kom efter 1680 til det resultat, at han skyldte Kronen over 130 000 rigsdaler, og idømte ham desuden en bøde af 43 000 rigsdaler. Den ulykkelige gamle mand henviste forgæves til, hvad han i sin tid havde ydet staten af hjælp i de trange tider; det hele, han foreløbig opnåede, var nedsættelsen af bøden til det halve. Han var fuldstændig ødelagt; 1684 og 1685 holdtes der auktion over en af hans gårde i København og over hans indbo på Dragsholm, 1685 gjorde Københavns Magistrat indførsel på de fattiges vegne i hans kapel i Frue Kirke, 1688 måtte han efter en lang Proces udlægge Dragsholm og Anneberggård til Familien Texeira. 1686 havde dog Kongen bevilget ham en årlig Pension på 500 rigsdaler. Samme år flyttede han fra København og ud til Kornerupgård, hvor hans datter Anna Cathrine levede som enke efter Dr. jur. Caspar Bartholin. Her blev han til 1690 og tog da til sin anden datter, Drude, enke efter Kancelliråd Thomas Fincke på Lejregård. Under opholdet her døde han, næsten 83 år gammel. Hans lig blev nedsat i familiegravstedet i Nicolai Kirke i København. På en af hans sønners andragende havde Kongen bevilget 500 rigsdaler til begravelsen, da familiens vilkår var så slette, at de ellers ikke kunde få ham hæderlig i jorden.